# Перегруппировка Клайзена
Перегруппиро́вка Кла́йзена (Кляйзена) (не путать с конденсацией Клайзена) — перегруппировка O-аллиловых эфиров фенолов.
Открытая в 1912 году, перегруппировка Кляйзена стала первым примером [3,3]-сигматропного сдвига.
Этой перегруппировке были посвящены несколько обзорных публикаций.